# Leština (ort i Tjeckien, Pardubice)
Leština är en ort i Tjeckien.   Den ligger i regionen Pardubice, i den centrala delen av landet, 120 km öster om huvudstaden Prag. Leština ligger 412 meter över havet och antalet invånare är 323.
Terrängen runt Leština är platt åt sydost, men åt nordväst är den kuperad. Terrängen runt Leština sluttar norrut. Runt Leština är det ganska glesbefolkat, med 38 invånare per kvadratkilometer. Närmaste större samhälle är Vysoké Mýto, 10,0 km norr om Leština. Trakten runt Leština består till största delen av jordbruksmark.